# Mikroregion Časnýř
Mikroregion Časnýř je svazek obcí v okresu Brno-venkov, jeho sídlem jsou Bílovice nad Svitavou a jeho cílem je regionální rozvoj obecně. Sdružuje celkem 5 obcí a byl založen v roce 2001. Nazván je podle potoka Časnýře, v jehož povodí obce, kromě Babic, leží.

## Obce sdružené v mikroregionu
- Babice nad Svitavou
- Bílovice nad Svitavou
- Kanice
- Ochoz u Brna
- Řícmanice